# 군나르 회케르트
군나르 미카엘 회케르트(스웨덴어: Gunnar Mikael Höckert, 1910년 2월 12일 ~ 1940년 2월 11일)는 핀란드의 육상 선수로 1936년 베를린 올림픽 5000m 경기에서 우승했다.
헬싱키에서 부유한 가족에게 태어난 회케르트는 1936년에 단 하나의 거대한 시즌을 겪었다.
베를린 올림픽에서 5000m 결승전이 좋은 걸음에서 시작되었다. 속도는 미국의 도널드 래쉬에 의하여 추월 당하였으나 2000m 이후에 그는 3명의 핀란드 선수들에 의하여 따라 잡아졌다. 곧 경주는 회케르트와 전직 올림픽 챔피언이자 세계 기록 보유자 라우리 레티넨 사이의 전투로 들어갔다. 마지막 바퀴에서 그는 14분 22.2초의 세계 시즌 최고 시간에 우승하는 데 레티넨을 초과하였다. 이 같은 경주에서 그의 동료 선수 욘 욘손은 시작에서 경주를 이끈 일본의 무라코소 고헤이를 앞서 3위를 하였다.
그 시즌 후반에 9월 16일 스톡홀름에서 회케르트는 3000m에서 8분 14.8초의 세계 신기록을 세웠다. 1주 후에 같은 경주로에 그는 2 마일을 8분 57.4초의 세계 신기록을 세워 달리고, 다른 1주 후에 말뫼에서 쥘 라도메그의 2000m 세계 기록을 동일하기 하였다.
회케르트의 육상 경력의 나머지는 류마티즘에 의하여 훼방되고, 그해에 자신이 달린 시간들을 다시는 이루지 않았다. 그는 지원병으로서 겨울 전쟁에 나갔다. 회케르트 소위는 30세 생일을 하루 앞둔 체 카렐리야 지협에서 전사하였다.